# Констанция Арагонская (королева Мальорки)
Констанция Арагонская (исп. Constanza de Aragón y Entenza; 1318, Балагер, Каталония — 1346, Монпелье) — королева-консорт Мальорки, супруга Хайме III Смелого, старшая дочь короля Арагона Альфонсо IV Кроткого и его первой жены Тересы де Урхель.
Желая наладить дружеские отношения с Арагоном, Хайме III женился на старшей дочери короля Арагона, Констанции Арагонской 24 сентября 1336 в Перпиньяне.
Будучи вассалом Арагона, Хайме должен был присягнуть на верность новому королю Арагона, Педро IV, брату своей жены, но откладывал присягу дважды, вызвав недовольство шурина. После начала чеканки Хайме собственной золотой монеты, признании Мальорки равной Франции и союза с марокканским правителем Абу ль-Хасаном, воевавшим с Педро, король Арагона двинул свои войска на Мальорку. В результате короткой войны (1343-1344) Хайме, а вместе с ним и Констанция, были изгнаны из Мальорки с предоставлением пенсии.
Через два года после изгнания (1346) Констанция скончалась. 10 ноября 1347 года её муж женился на Виоланте де Вильяррагут.
В браке c Хайме III родились:
- Хайме IV (1336 — 1375) — титулярный король Мальорки и князь Ахеи.
- Изабелла Мальоркская (1337 — 1406) — титулярная королева Мальорки, владетельная графиня Руссильона и Сердани, правительница Монпелье.